# Akikaze (tàu khu trục Nhật)
Akikaze (tiếng Nhật: 秋風) là một tàu khu trục thuộc lớp Minekaze được chế tạo cho Hải quân Đế quốc Nhật Bản ngay sau khi kết thúc Chiến tranh Thế giới thứ nhất. Chúng là những tàu khu trục hàng đầu của Hải quân Nhật trong những năm 1930, nhưng đã bị xem là lạc hậu vào lúc nổ ra Chiến tranh Thái Bình Dương. Nó đảm trách vai trò tuần tra, vận tải và hộ tống trong Chiến tranh Thế giới thứ hai cho đến khi bị tàu ngầm Mỹ đánh chìm tại vị trí cách 257 km về phía Tây mũi Bolinao, Luzon, vào ngày 3 tháng 11 năm 1944.

## Thiết kế và chế tạo
Việc chế tạo lớp tàu khu trục kích thước lớn Minekaze được chấp thuận như một phần trong Chương trình Hạm đội 8-4 của Hải quân Đế quốc Nhật Bản trong giai đoạn năm tài chính 1917-1920, kèm theo lớp Momi cỡ trung vốn chia sẻ nhiều đặc tính thiết kế chung. Được trang bị động cơ mạnh mẽ, những con tàu này có tốc độ cao và được dự định hoạt động như những tàu hộ tống cho những chiếc tàu chiến-tuần dương thuộc lớp Amagi mà cuối cùng đã không được chế tạo.
Akikaze, chiếc thứ chín của lớp tàu này, được chế tạo tại Xưởng hải quân Maizuru. Nó được đặt lườn vào ngày 7 tháng 6 năm 1920; được hạ thủy vào ngày 14 tháng 12 năm 1920; và được đưa ra hoạt động vào ngày 16 tháng 9 năm 1921.

## Lịch sử hoạt động
Sau khi hoàn tất, Akikaze được điều về Quân khu Hải quân Yokosuka thuộc Hạm đội 2 Hải quân Đế quốc Nhật Bản. Tại đây, nó cùng với các tàu khu trục chị em Tachikaze, Hakaze và Hokaze được tập trung để hình thành nên Đội Khu Trục 4 thuộc Hải đội Ngư lôi 1 (第1水雷戦隊). Trong những năm 1938-1939, hải đội này được phân công tuần tra tại khu vực bờ biển miền Trung của Trung Quốc nhằm hỗ trợ cho những nỗ lực của quân Nhật trong cuộc Chiến tranh Trung-Nhật.
Trong Chiến tranh Thế giới thứ hai, Akikaze đảm trách vai trò tuần tra và hộ tống vận tải. Vào lúc xảy ra cuộc tấn công Trân Châu Cảng, Akikaze đang được phân về Hải đội Khu trục 34 thuộc Không hạm đội 11 Hải quân Đế quốc Nhật Bản đặt căn cứ tại Takao, hỗ trợ việc tìm kiếm cứu nạn trên biển cho cuộc tấn công chiếm đóng Philippines, và hộ tống các đoàn tàu vận tải đi đến Davao và Legazpi.
Từ tháng 1 đến cuối tháng 4 năm 1942, Akikaze đặt căn cứ tại Davao, hộ tống cho tàu bè đi lại giữa Davao và Ambon. Sau một đợt ngắn quay trở về Maizuru để sửa chữa trong tháng 5 năm 1942, Akikaze đặt căn cứ ngoài khơi Rabaul, hộ tống các tàu vận tải suốt khu vực Tây Nam Thái Bình Dương. Vào ngày 14 tháng 3 năm 1943, Akikaze cùng hai tàu khu trục khác đã tấn công một tàu ngầm Mỹ, có thể là chiếc Triton, gần đảo Kairiru ở tọa độ 3°20′10″N 143°33′0″Đ / 3,33611°N 143,55°Đ.
Sau một đợt sửa chữa khác tại Maizuru vào tháng 4 năm 1943, Akikaze quay trở lại Rabaul tiếp tục nhiệm vụ tuần tra và hộ tống. Nó bị hư hại nặng trong một cuộc không kích vào ngày 2 tháng 8, gây thương vong 23 người và bị buộc phải quay trở về Maizuru để sửa chữa một lần nữa vào tháng 9. Quay trở lại Rabaul vào giữa tháng 11, Akikaze thực hiện nhiều chuyến đi vận chuyển binh lính đến New Guinea từ tháng 10 năm 1943 đến tháng 2 năm 1944. Sang tháng 3, nó được điều về Truk, nơi nó hộ tống các đoàn tàu vận tải đi lại giữa Truk, Saipan và Palau.
Vào ngày 1 tháng 5, Akikaze được phân về Hải đội Khu trục 30 thuộc Hạm đội Trung tâm Thái Bình Dương. Sau một chuyến đi hộ tống đoàn tàu vận tải từ Nhật Bản đến Davao và Manila, nó được cho đặt căn cứ tại Manila. Hải đội Khu trục 30 được điều về Hạm đội Liên Hợp vào ngày 20 tháng 8. Trong các ngày 24 và 25 tháng 10, Akikaze dẫn đầu đoàn hộ tống cho Lực lượng Tiếp liệu 2 thuộc Lực lượng Phía Bắc của Đô đốc Ozawa tham gia Trận chiến vịnh Leyte, cứu vớt những người còn sống sót trên chiếc tàu chở dầu hạm đội Jinei Maru bị chìm do trúng ngư lôi đối phương, và đưa họ quay trở về Mako.
Vào ngày 1 tháng 11, Hải đội Khu trục 30, bao gồm các tàu khu trục Yuzuki (soái hạm), Uzuki và Akikaze, rời Mako hộ tống tàu sân bay Junyō và tàu tuần dương Kiso đi về phía Brunei. Vào ngày 3 tháng 11, tàu ngầm Mỹ Pintado bắn một loạt ngư lôi nhắm vào Junyō, nhưng Akikaze đã chặn chúng, hy sinh chính mình để bảo vệ chiếc tàu sân bay. Akikaze chìm với tất cả những người trên tàu ở địa điểm cách 257 km (160 dặm) về phía Tây mũi Bolinao, Luzon ở tọa độ 16°48′B 117°17′Đ / 16,8°B 117,283°Đ.
Akikaze được rút khỏi danh sách Đăng bạ Hải quân vào ngày 10 tháng 1 năm 1945.

## Danh sách thuyền trưởng
- Thiếu tá Matsushi Yamamoto: 16 tháng 9 năm 1920 - 10 tháng 11 năm 1923 (thăng Trung tá 1 tháng 12 năm 1920)
- Thiếu tá Koki Yamamoto: 10 tháng 11 năm 1923 - 1 tháng 12 năm 1924
- Thiếu tá Chokichi Shimizu: 1 tháng 12 năm 1924 - 1 tháng 12 năm 1925
- Thiếu tá Masaru Ito: 1 tháng 12 năm 1925 - 1 tháng 12 năm 1926
- Lực lượng dự bị: 1 tháng 12 năm 1926 - 1 tháng 2 năm 1929
- Thiếu tá Gensuke Tsuda: 1 tháng 2 năm 1929 - 1 tháng 12 năm 1929
- Thiếu tá Shiro Hiratsuka: 1 tháng 12 năm 1929 - 1 tháng 12 năm 1931
- Thiếu tá Yoshioki Tawara: 1 tháng 12 năm 1931 - 12 tháng 2 năm 1932
- Thiếu tá Kosaku Aruga: 12 tháng 2 năm 1932 - 1 tháng 12 năm 1932
- Thiếu tá Ranji Oe: 1 tháng 12 năm 1932 - 1 tháng 11 năm 1933
- Thiếu tá Misao Oda: 1 tháng 11 năm 1933 - 10 tháng 8 năm 1934
- Thiếu tá Takeo Nakamura: 10 tháng 8 năm 1934 - 1 tháng 11 năm 1934
- Thiếu tá Katsumori Yamashiro: 1 tháng 11 năm 1934 - 1 tháng 11 năm 1935
- Thiếu tá Kou Yamamoto: 1 tháng 11 năm 1935 - 20 tháng 3 năm 1937
- Lực lượng dự bị: 20 tháng 3 năm 1937 - 9 tháng 12 năm 1937
- Thiếu tá Shizuo Akazawa: 9 tháng 12 năm 1937 - 5 tháng 3 năm 1938
- Thiếu tá Kyuji Aoki: 5 tháng 3 năm 1938 - 15 tháng 12 năm 1938
- Thiếu tá Terumichi Arimoto: 15 tháng 12 năm 1938 - 15 tháng 11 năm 1939
- Thiếu tá Hideo Azuma: 15 tháng 11 năm 1939 - 10 tháng 4 năm 1941
- Thiếu tá Takuji Mori: 10 tháng 4 năm 1941 - 25 tháng 10 năm 1942
- Thiếu tá Tsurukichi Sabe: 25 tháng 10 năm 1942 - 10 tháng 8 năm 1943 (thăng Trung tá 1 tháng 8 năm 1943)
- Thiếu tá Nitaro Yamazaki: 10 tháng 8 năm 1943 - 3 tháng 11 năm 1944 (Tử trận, được truy thăng Trung tá)